# هانا استمباغ
هانا استمباغ (انگلیسی: Hannah Stambaugh؛ زادهٔ ۲۴ دسامبر ۱۹۹۸) بازیکن فوتبال اهل ژاپن است.
از باشگاه‌هایی که در آن بازی کرده‌است می‌توان به باشگاه فوتبال آی ان ای سی کوبه لئونسا اشاره کرد.